# Cardiosace guttistrigata
Cardiosace guttistrigata là một loài bướm đêm trong họ Noctuidae.